# Mohammed Yunus Akbari
Mohammed Yunus Akbari (? - Kabul, ?) fue un físico afgano, experto en Física Atómica.
Se doctoró en física nuclear y de  ponganse a estudiar  en el Instituto de Física y Tecnología de Moscú y fue miembro de la UNESCO entre 1965 y 1971. Profesor en las universidades de Kabul y Jalalabad, fue detenido en tres ocasiones entre 1981 y 1983, fue finalmente arrestado y encarcelado sin cargos el 27 de abril de 1983, condenado a muerte en 1984 -acusado de pertenecer al grupo opositor pro-chino Rihayeee- y ejecutado, desconociéndose la fecha y circunstancias exactas de su muerte. Un informe de Amnistía Internacional de junio de 1990 citaba como responsable a Ghulam Faruq Yaqubi, ministro de seguridad estatal del gobierno de Mohammad Najibulá.